# András Gyürk
András Gyürk (ur. 2 grudnia 1972 w Budapeszcie) – węgierski polityk i historyk, deputowany do Parlamentu Europejskiego V (w 2004), VI, VII, VIII, IX i X kadencji.

## Życiorys
Ukończył w 2000 studia z zakresu historii na Wydziale Humanistycznym Uniwersytetu im. Loránda Eötvösa w Budapeszcie. Został członkiem Fideszu, od 1996 do 2005 kierował Fidelitas, organizacją młodzieżową tego ugrupowania.
Od 1998 do 2004 sprawował mandat posła do Zgromadzenia Narodowego. Był m.in. wiceprzewodniczącym klubu parlamentarnego tego ugrupowania (od 2002) i obserwatorem w Europarlamencie.
W 2004 z listy Fideszu został deputowanym do Parlamentu Europejskiego V kadencji, następnie w tym samym roku został wybrany do VI kadencji PE, w której pracował w Komisji Przemysłu, Badań Naukowych i Energii, a także był członkiem grupy EPP-ED. W wyborach europejskich w 2009, 2014, 2019 i 2024 odnawiał mandat europosła na kolejne kadencje.